# رولز رويس آر

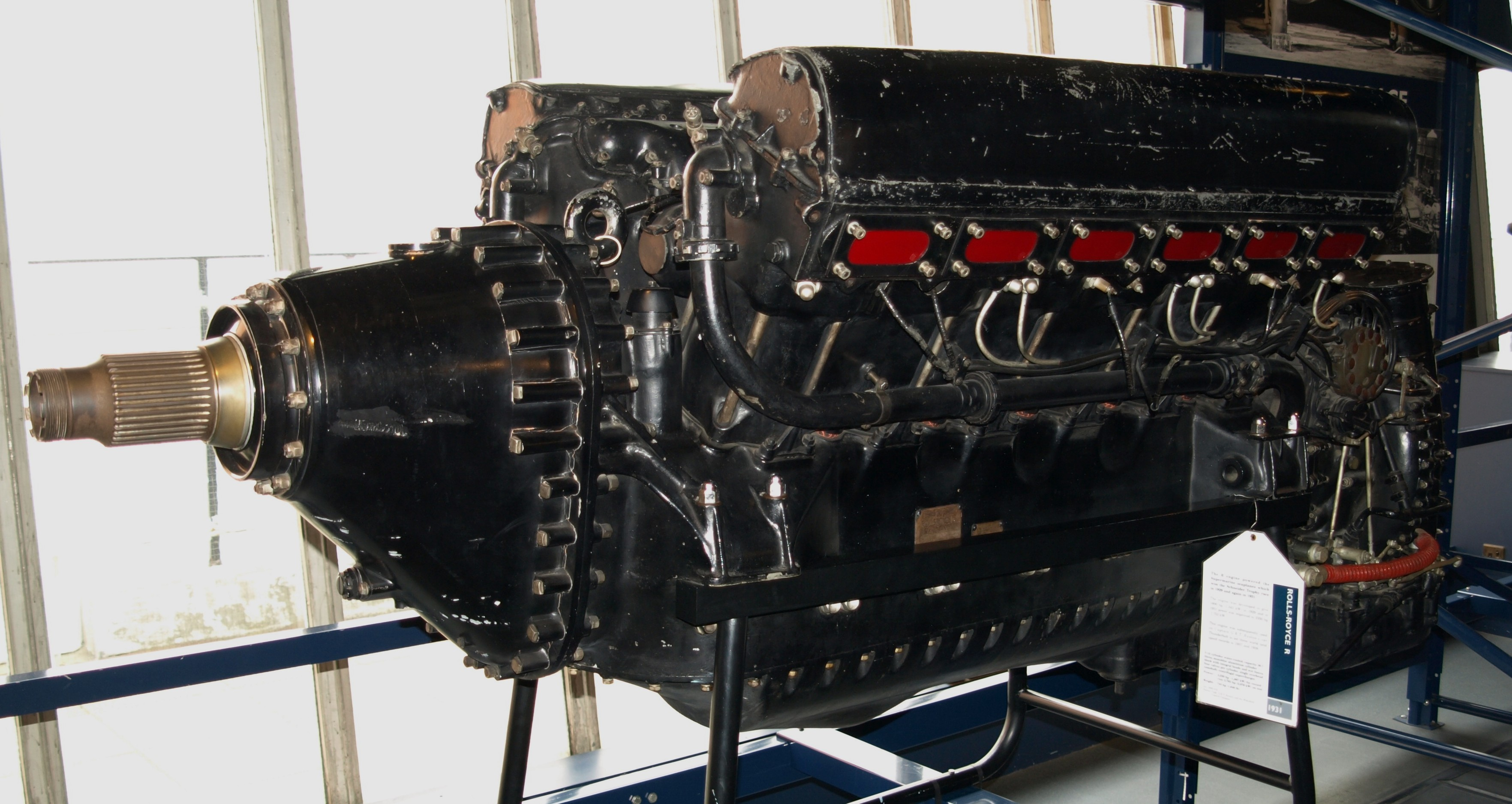

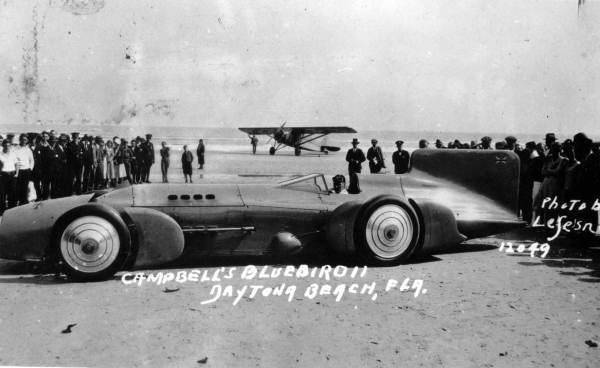
السيارة بلو بيرد على شاطئ دايتونا بيتش عام 1931

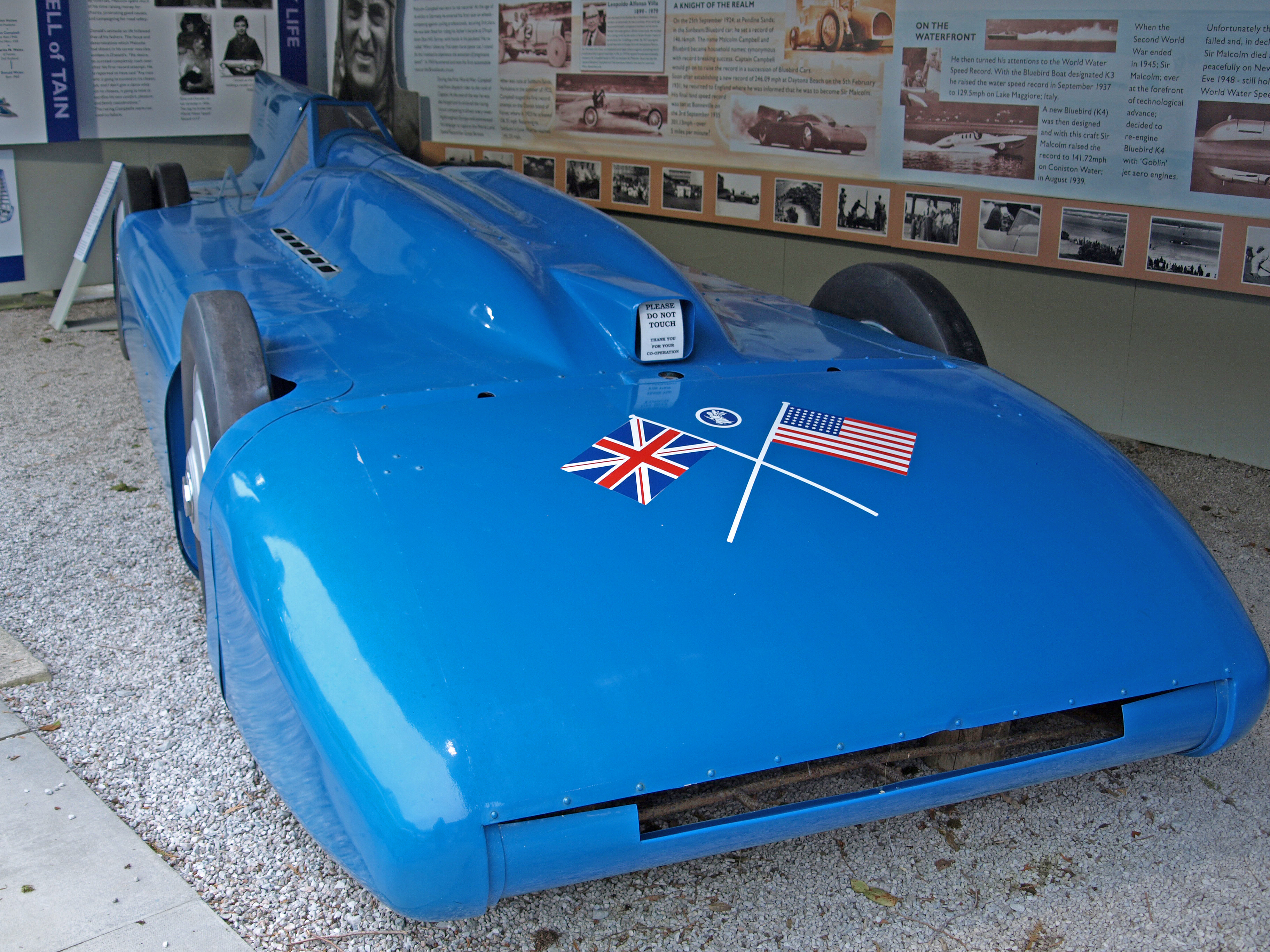
صورة أمامية لسيارة السباق بلو بيرد.

رولز رويس آر (بالإنجليزية: Rolls-Royce R)‏ هو محرك طيران ابتكر وصنع في بريطانيا صمم خصيصا لسباق الطيران قامت بتنفيذه شركة رولز رويس المحدودة . وقد قامت الشركة ببناء 19 محركا من هذا النوع بين 1929 حتى 1931 . والمحرك رولز رويس آر هو تطوير للمحرك المسمي رولز رويس بوزارد أي الصقر ، وهو محرك قدرة 37-لتر ذو 12 أسطوانة ، وتقدر قدرته بنحو 2800 حصان (أي 2090 كيلووات) ويزن نحو 770 كيلوجرام.
سجلت عربة السباق ثندربولت المزودة بمحركين من نوع رولز رويس آر سرعة 574 كيلومتر في الساعة. ووصل بها مالكولم دونالد كامبل في 19 أغسطس عام 1939 بقاربه المسمى بلو بيرد المزود بمحرك رولز رويس آر سرعة على الماء 228 كيلومتر /ساعة. ثم طور هذ المحرك ليصبح فيما بعد رولز رويس جريفون .

## اقرأ أيضا
- بريستول شيريب
- رولز رويس فالكون
- رولز رويس هاوك
- رولز رويس إيغل (1944)
- رولز رويس فيلتشر
- كورتيس دي-12

## وصلات خارجية
- 1929 Schneider Trophy, original footage and soundtrack على يوتيوبNote: Requires to view.
- Campbell-Railton Blue Bird, The Motor, 10 January 1933 – Design details
- Rolls-Royce.com, 2002 C.S. Rolls lecture – Details and image of the Rolls-Royce R (Pages 12–13)